# Envelopamento automotivo

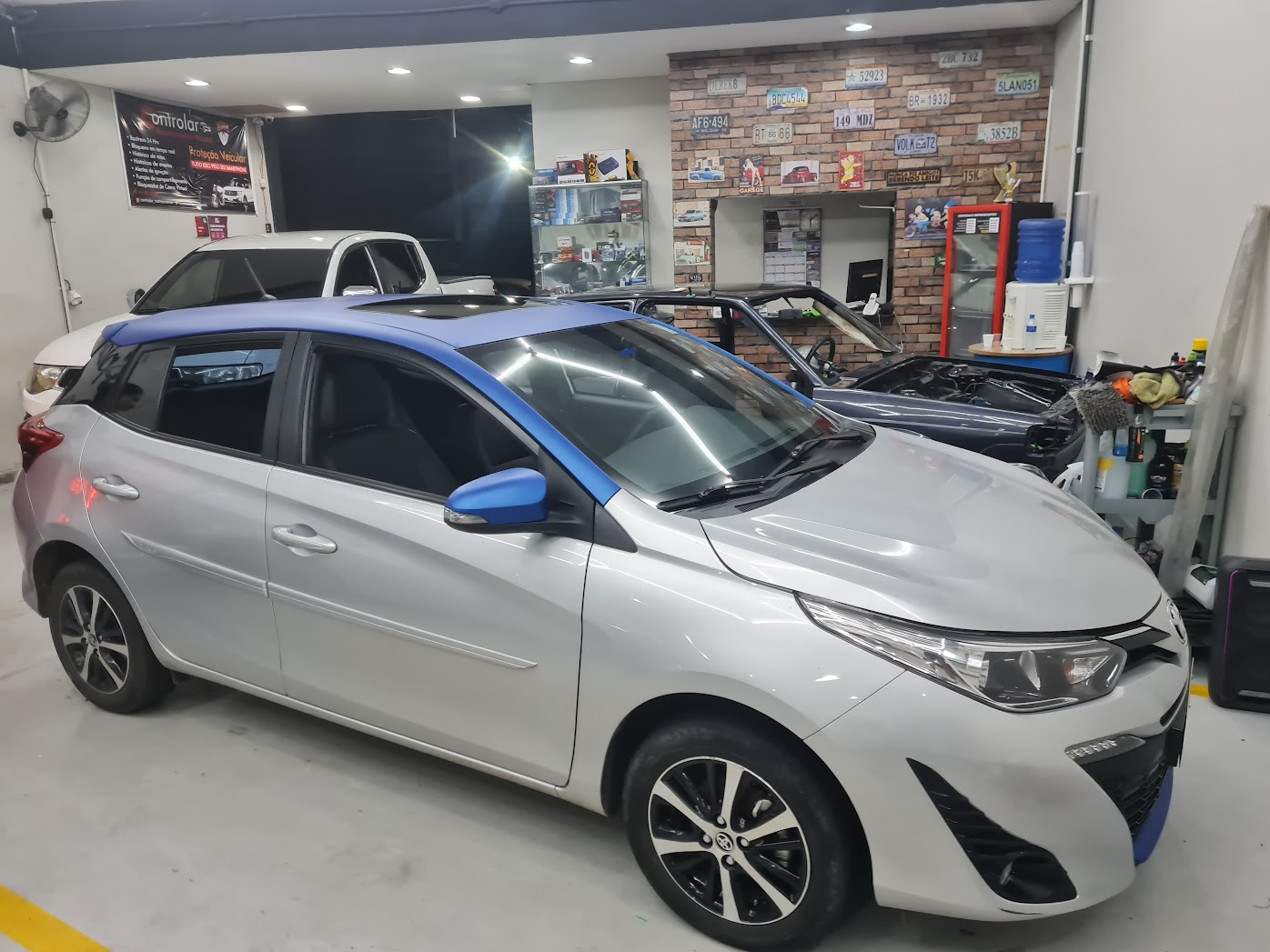
Toyota Yaris com envelopamento da parte superior, com efeito saia e blusa.

O envelopamento automotivo (ou plotagem como costumam dizer os profissionais da área) é uma técnica contemporânea de caracterização da pintura de um automóvel, sem sobrepor a pintura original. Trata-se da aplicação de um adesivo com propriedades de aderência, foscalização ou cores sobre a pintura original.

## Adesivamento como substituição a pintura
Os adesivos tornaram-se uma alternativa para pintura de automóvel, primeiramente com o uso das publicidades e propagandas, onde o carro é adesivado com o emblema do anúncio. Ou como propósito de pintura, mas sem descaracterizar a pintura original (também é possível descaracterizar a pintura original do veículo, no entanto, essa mudança deve ser informada ao DETRAN e precisa constar no CRLV do veículo para permitir sua circulação). Uma das principais vantagens, é o valor, cerca de 50% mais barato que uma pintura definitiva. uma envelopagem com adesivo, custa cerca de R$ 1,3 mil a R$ 3 mil e sua durabilidade pode chegar a 5 anos, a retirada também é feita por especialistas e custa cerca de R$ 800 a R$ 3000.
No Salão do Automóvel de São Paulo de 2012, algumas marcas como Mercedes-Benz, Audi e BMW fizeram uso da adesivagem em seus veículos, assim como no Salão de Frankfurt de 2013.
Segundo lojistas, aproximadamente 50% dos clientes adesivam o carro por completo (com preto fosco, branco brilhante ou branco fosco); 40% envelopam apenas o teto (normalmente utilizam a cor preta); e 10% aplicam o revestimento em poucas partes do carro, como capô ou retrovisores.
Existe também uma nova técnica denominada envelopamento líquido, onde é possível aplicar o adesivo através de uma tinta especial, com acabamentos do tipo metálico, fosco ou brilhante tipo pérolização.

## Legalidade
Segundo o Conselho Nacional de Trânsito, se a cor do carro for alterada através de pintura ou adesivamento em área superior a 50% do veículo, é necessário registrar a mudança no documento do veículo. Para isso, é preciso ter autorização do Departamento Estadual de Trânsito (Detran). Rodar com carro alterado sem a documentação necessária acarreta em multa de R$ 127,69 e cinco pontos na Carteira Nacional de Habilitação (CNH).